# 고성 이씨
고성 이씨(固城李氏)는 경상남도 고성군을 본관으로 하는 한국의 성씨 관향이다.

## 기원
『이씨추원록(李氏追遠錄)』에 의하면 한 무제 때 이반(李槃)이 중서사인(中書舍人)으로서 군사를 이끌고 조선에 온 뒤 정착하였다고 한다.
고성 이씨의 구전(口傳)에 따르면 이반은 춘추전국시대 노자(老子)의 후손이라고 한다. 전설에 따르면 노자는 어머니 뱃속에서 70년을 있다가 나이 70에 오얏나무 밑에서 태어났고 태어나면서부터 세상 만물의 이치를 모두 깨우치고 있었다고 하며, 오얏나무 밑에서 태어나 성을 이(李)씨로 정했다고 한다. 노자의 실제 이름은 이이(李耳)이다.

## 역사
이반(李槃) 이후 세계를 고증할 수 없어 24세손인 이황(李璜)을 시조로 한다. 그는 고려 덕종 때 문과에 급제하여 밀직부사(密直副使)를 지내고 거란의 침입을 막은 공으로 철령군(鐵嶺君)에 봉해졌으며, 1063년(문종 17년) 호부상서(戶部尙書)에 이르렀다. 조선 중기 성리학자인 퇴계 이황(李滉)과는 동명이인이다.

## 분파
8대에서 11대에 걸쳐 안정공파(安靖公派), 둔재공파(鈍齋公派), 호군공파(護軍公派), 좌윤공파(左尹公派), 동추공파(同樞公派), 병사공파(兵使公派), 참판공파(參判公派), 사암공파(思菴公派), 도촌공파(桃村公派), 은암공파(隱菴公派) 등으로 분파되었다.

## 본관
고성(固城)은 경상남도 중남부에 위치한 지명이다. 소가야국(小伽倻國)이었는데, 737년(효성왕 1)에 신라에 흡수되어 고자군(古自郡)이 설치되었고, 757년(경덕왕 16)에 고성군(固城郡)으로 바뀌었다. 1018년(고려 현종 9년) 고성현으로 강등되었다. 별호(別號)는 철성(鐵城)이다. 
세종실록지리지에 고성현의 토성(土姓)으로 이(李)·채(蔡)·박(朴)·김(金)·남(南) 5성이 기록되어 있다.
1896년 경상남도 고성군이 되었다.

## 인물
- 이인충(麟冲) : 고려 판문하시중(判門下侍中)
- 이엄충(嚴冲) : 고려 검교문하시중(檢校門下待中)
- 이존비(李尊庇, 1233년 ~ 1287년) : 7世. 1260년(원종 1) 과거에 급제한 후, 비서교서랑(秘書校書郎)·권지합문지후(權知閤門祗候)·전중내급사(殿中內給事)를 거쳐 관직은 판밀직사사에 이르렀다. 좌승지, 필도치(必闍赤), 세자원빈(世子元賓), 지공거(知貢擧), 감찰대부(監察大夫)
- 이우(瑀) : 고려 문하좌시중 (門下左待中), 익조공신(翊祚功臣), 철성부원군(鐵城府院君)
- 이암(李嵒, 1297년 ~ 1364년) : 고려 후기 문신. 자는 고운(古雲), 호는 행촌(杏村). 고려 말 명필이자 공민왕 때 수문하시중 등을 지낸 단군세기의 저자. 글씨에 뛰어나 동국(東國)의 조자앙(趙子昻)으로 불렸으며, 특히 예서와 초서에 능했다. 필법은 조맹부(趙孟頫)와 대적할 만하며, 지금도 문수원장경비(文殊院藏經碑)에 글씨가 남아 있다.
- 이교(嶠) : 한림학사(輪林學士), 시호 문열(文烈), 갈천서원에 배향
- 이숭(崇) : 검교문하시중(檢校門下侍中), 정원공신(定遠功臣)
- 각진국사(覺眞國師) : 경남 고성 출신. 10세에 천영(天英, 1215-1286)에게 출가하고, 천영이 입적한 후 도영(道英)에게 사사(師事)함. 21세에 승과(僧科)에 합격하고, 정토사(淨土寺)·월남사(月南寺) 등에 머무름. 1320년에 조계산 수선사(修禪社) 제13세 사주(社主)가 되어 선풍(禪風)을 크게 일으킴. 장성 백양사(白羊寺)를 크게 증축하고, 만년에는 불갑사(佛岬寺)에 머무름. 1350년(충정왕 2)과 1352년(공민왕 1)에 왕사(王師)가 되고 공민왕으로부터 각엄존자(覺儼尊者)라는 호를 받음.
- 이강(岡) : 진현관대제학(進賢館大提學), 보조공신(輔祚功臣), 증 의정부좌의정(議政府左議正)
- 이임(琳) : 문하시중(門下侍中), 좌명공신(佐命功臣), 철성부원군(鐵城府院君)
- 이원(李原, 1368년 ~ 1430년) : 고려 말 조선 초의 문신. 호는 용헌(容軒). 세종 때 청백리로 좌의정 우의정을 지냈다.
- 이육(李陸, 1438년 ~ 1498년) : 4조참판(四曹參判), 시호 문광(文光), 저서 청파극담(靑坡劇談), 철성연방집(鐵城聯芳集) 발간
- 이괄(李适, 1587년 ~ 1624년) : 조선 중기 무신. 1623년 인조반정을 성공시키는데 큰 공헌하고 인조 2년 이괄의 난을 일으켜 선조의 열 번째 아들 흥안군 제(興安君 瑅)를 왕으로 세웠으나 한달만에 난이 평정되어 실패했다.
- 이상룡(李相龍, 1858년 ~ 1932년) : 신흥무관학교를 설립하여 독립운동 간부를 양성하였고, 대한민국임시정부를 지지하며, 서로군정서(西路軍政署) 독판(督辦)을 역임하였다. 1924년 정의부 간부로 활약하였다. 1925년 9월에는 대한민국임시정부 국무령(國務領)에 취임하였다.
- 이보형
- 이한동(李漢東, 1934년 ~ 2021년 ) : 대한민국 제33대 국무총리, 전 국회의원
- 이석제 : 대한민국 전 감사원장, 전 총무처 장관
- 이진희 : 전 문화방송 사장, 전 문공부 장관
- 이영창 : 전 치안본부장, 전 국회의원
- 이기백 : 전 국방부 장관
- 이기준(李基俊, 1938년 ~ ) : 서울대총장, 경제부총리
- 이상희 : 전 과기처 장관, 전 국회의원
- 이수정(李秀正, 1940년 ~) : 前 문화부 장관
- 이동흡(李東洽, 1951년 ~ ) : 前 헌법재판소 재판관
- 이군현 : 제17·18·19·20대 국회의원
- 이용득 : 제20대 국회의원
- 이종명 : 제20대 국회의원
- 이종주 : 전 대구시장
- 이현동 : 국세청장
- 이유근(李裕根) : 경남과학기술대학교 제2대 총장
- 이효수 : 전 영남대학교 총장
- 이서진(李瑞鎭, 1971년 ~ ) : 서울은행장 손자
- 이인용: 삼성전자 CR사장, MBC, 서울대,중앙고등학교
- 이영탁 : 중앙선거관리위원

## 왕실과의 인척 관계
- 고려 우왕비 근비 이씨
- 운천군(조선 성종의 서자) 사위 이구

## 항렬자
- 도촌공파

| 24세            | 25세            | 26세            | 27세            | 28세   | 29세     | 30세   | 31세     | 32세   | 33세     | 34세   | 35세     | 36세   | 37세     | 38세   | 39세     |
| --------------- | --------------- | --------------- | --------------- | ------ | -------- | ------ | -------- | ------ | -------- | ------ | -------- | ------ | -------- | ------ | -------- |
| 선(宣) 口춘(春) | 口증(曾) 득(得) | 하(夏) 口도(道) | 口인(寅) 행(行) | 종(種) | 口열(烈) | 기(基) | 口호(鎬) | 한(漢) | 口모(模) | 희(熙) | 口재(在) | 용(鎔) | 口영(永) | 근(根) | 口연(煙) |

- 호군공파

| 24세          | 25세            | 26세   | 27세     | 28세   | 29세     | 30세   | 31세              | 32세          | 33세              | 34세          | 35세              | 36세          | 37세              | 38세          | 39세              |
| ------------- | --------------- | ------ | -------- | ------ | -------- | ------ | ----------------- | ------------- | ----------------- | ------------- | ----------------- | ------------- | ----------------- | ------------- | ----------------- |
| 혁(爀) 시(時) | 재(載) 口언(彦) | 현(鉉) | 口원(源) | 동(東) | 口열(烈) | 기(基) | 口흠(欽) 口호(鎬) | 영(泳) 영(永) | 口환(桓) 口근(根) | 형(炯) 경(炅) | 口균(均) 口규(圭) | 강(綱) 종(鍾) | 口수(洙) 口구(求) | 영(榮) 계(桂) | 口희(熙) 口휴(烋) |

## 문화재
- 안동 임청각(臨淸閣) : 보물 182호. 석주 이상룡의 생가이다. 사대부 반가로서는 가장 크게 지을 수 있는 99칸짜리 집으로 유명하며 현존하는 민가로는 가장 크다. 임청각은 1519년 이명(李洺)이 지어 500년 가까이 고성 이씨 종가로 보존되어온 고택이지만, 일제시대에는 일제가 이 집의 맥을 끊기 위해 집 안을 지나도록 철로를 부설하면서 일부 철거를 당하기도 했으며, 2002년 후손들이 국가에 헌납했다.
- 안동 소호헌(蘇湖軒) :  조선 중기의 별당 건축이다. 본래 안동 법흥동 임청각의 이명이 다섯째 아들 이고를 분가시킬 때 지어준 것으로, 이고의 외동딸과 혼인한 중종 때의 학자 서해에게로 물려내려졌다.

## 인구
- 1985년 고성 이씨(17,571가구, 71,910명) + 철성 이씨(945가구, 3,994명) = 75,904명
- 2000년 고성 이씨(26,286가구, 84,383명) + 철성 이씨(1,513가구, 4,871명) = 89,254명
- 2015년 고성 이씨 88,587 + 철성 이씨 16,181 = 104,768명

## 환단고기의 관계
- 이암 1363년 단군세기(檀君世記) 저술.
- 이맥 1500년 전후에 태백일사(太白一史) 저술.
- 이기 1909년 단학회(檀學會)를 설립.
- 이상룡 1920년 이전까지 계연수(환단고기의 원저자라 함)가 이상룡의 막하에 있었다고 함.
- 이유립 1966년 단단학회(檀檀學會)를 조직, 1979년 환단고기 발간.